# Mercedes Castellanos
Mercedes Castellanos Soánez (geboren am 21. Juli 1988 in Ciudad Real) ist eine spanische Handballtorhüterin.

## Vereinskarriere
Die erste Profistation der 1,84 Meter großen Torhüterin war der Verein CB Alcobendas. Im Jahr 2011 wechselte sie zum BM Mar Alicante. Von 2015 bis 2016 spielte sie bei BM Zuazo, von 2016 bis 2019 bei BM Bera Bera. Seit 2020 spielt sie bei Costa da Sol Málaga.
Sie spielte auch in europäischen Vereinswettbewerben, so im EHF-Pokal, im EHF European Cup und in der EHF Champions League. Mit der Mannschaft aus Málaga gewann sie den EHF European Cup 2020/21.

## Auswahlmannschaften
Castellanos wurde in 87 Partien (dabei 44 Siege) der Nachwuchsauswahlen Spaniens eingesetzt. Mit der Jugendauswahl nahm sie an der U-17-Europameisterschaft 2005 teil, mit den Juniorinnen an der U-19-Europameisterschaft 2007 und der U-20-Weltmeisterschaft 2008. Mit ihren 57 Spielen für die Juniorinnenauswahl ist sie eine der beiden am häufigsten eingesetzten Spielerinnen.
Sie bestritt vom 16. Oktober 2008 bis zum August 2024 insgesamt 106 Länderspiele für die spanische Nationalmannschaft. Mit dem Team nahm sie an den Mittelmeerspielen 2018 teil sowie an der Europameisterschaft 2018, der Europameisterschaft 2020, bei Olympia 2021, der Weltmeisterschaft 2021, der Europameisterschaft 2022 und der Weltmeisterschaft 2023. Sie stand auch für das olympische Handballturnier 2024 im spanischen Aufgebot.

## Erfolge
- spanische Meisterschaft 2018 und 2020 mit Balonmano Bera Bera, 2023 mit Málaga
- spanischer Pokal 2016 und 2019 mit Balonmano Bera Bera
- spanischer Supercup 2019 mit Balonmano Bera Bera
- EHF European Cup 2020/21 mit Costa da Sol Málaga
- Goldmedaille bei den Mittelmeerspielen der Jugend 2018 mit Spanien
- Silbermedaille bei der Weltmeisterschaft 2019 mit Spanien